# Beekhuizen (Paramaribo)
Beekhuizen is een voormalige suikerrietplantage en een van de 12 stadsressorten van de Surinaamse hoofdstad Paramaribo.
Beekhuizen ligt aan de Surinamerivier ten zuiden van het centrum van de stad. In 2012 had Beekhuizen volgens cijfers van het Centraal Bureau voor Burgerzaken (CBB) 17.185 inwoners.

## Geschiedenis
De plantage werd voor 1700 gesticht door Benjamin Beeke. Rond 1850 werd een deel van terrein gekocht door Evangelische Broedergemeente Suriname die een school oprichtte voor de kinderen van slaven. In 1863 werd de slavernij afgeschaft en kregen de laatste drie tot slaafgemaakten vrijheid. De werkplaats en aanlegsteiger van de Landsspoorweg bevonden zich in Beekhuizen en hebben tot 1961 gefunctioneerd.
In 1945 werden  Beekhuizen en Zorg en Hoop geannexeerd door de stad Paramaribo. In 1947 werd een gedeelte van de voormalige plantage gekocht door Bruynzeel Suriname Houtmaatschappij voor de constructie van een timmerfabriek. In 1952 legden Rudi Kappel en Herman van Eyck in het ressort het vliegveld Zorg en Hoop Airport aang.
Vanaf medio jaren vijftig werden in Beekhuizen woonwijken gebouwd. In 1960 werd een gedeelte van Beekhuizen gekocht door de Surinaamse overheid voor de constructie van de Jules Sedney Haven. In 2000 werd de Jules Wijdenboschbrug over de Surinamerivier geopend. Deze verbindt Paramaribo met Meerzorg.

## Overzicht
Beekhuizen is een combinatie van woonwijken en industrie. Het is een levendig wijk met veel winkels en bedrijven. Een deel van de woonwijken bestaat uit Bruynzeelwoningen. Het ressort ligt op 5 tot 10 minuten rijafstand van het centrum en heeft goede busverbindingen. Het winkelcentrum Hermitage Mall bevindt zich in het ressort.

## Galerij

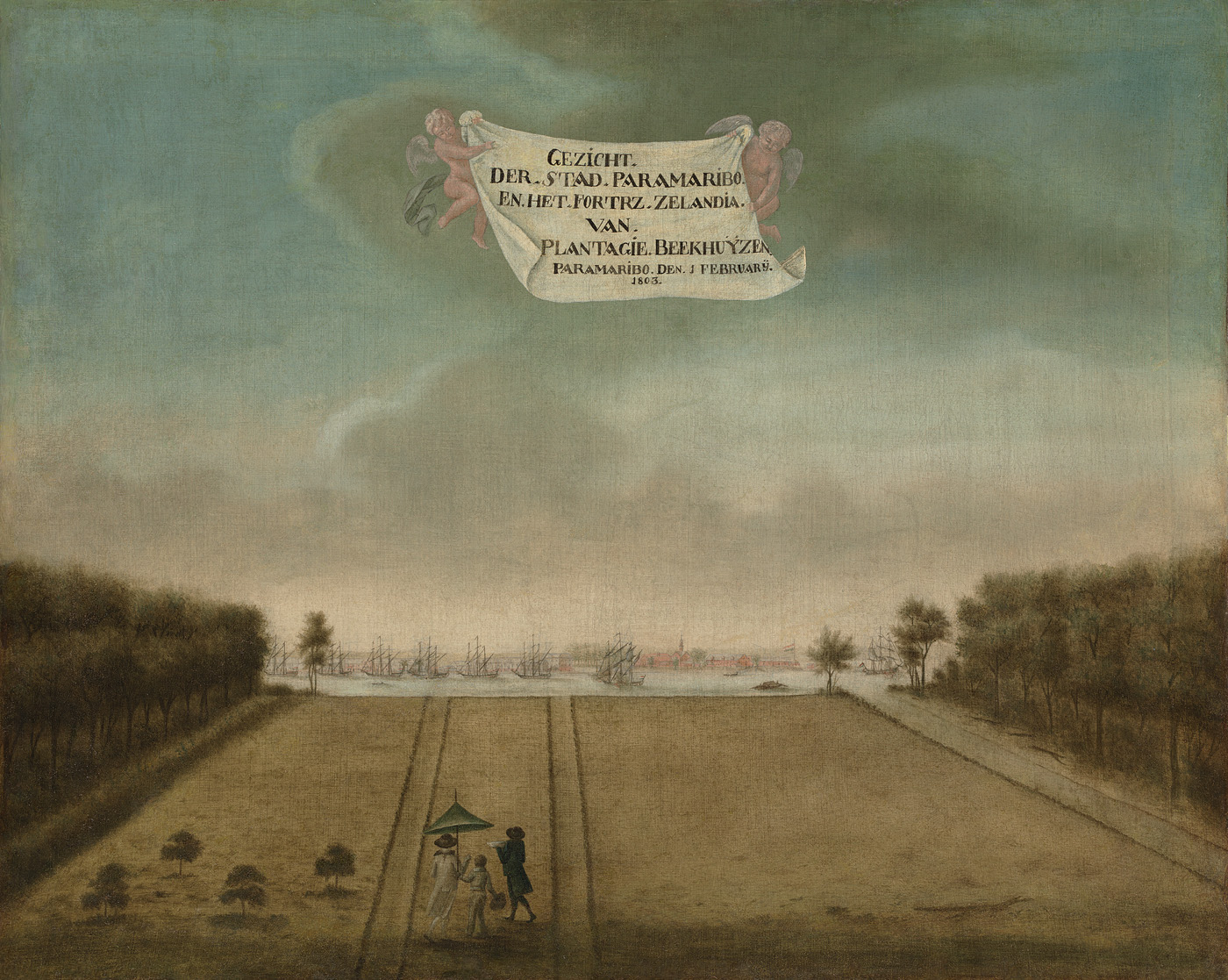
Plantage Beekhuizen (1803)
Zendeling in Beekhuizen (~1900)
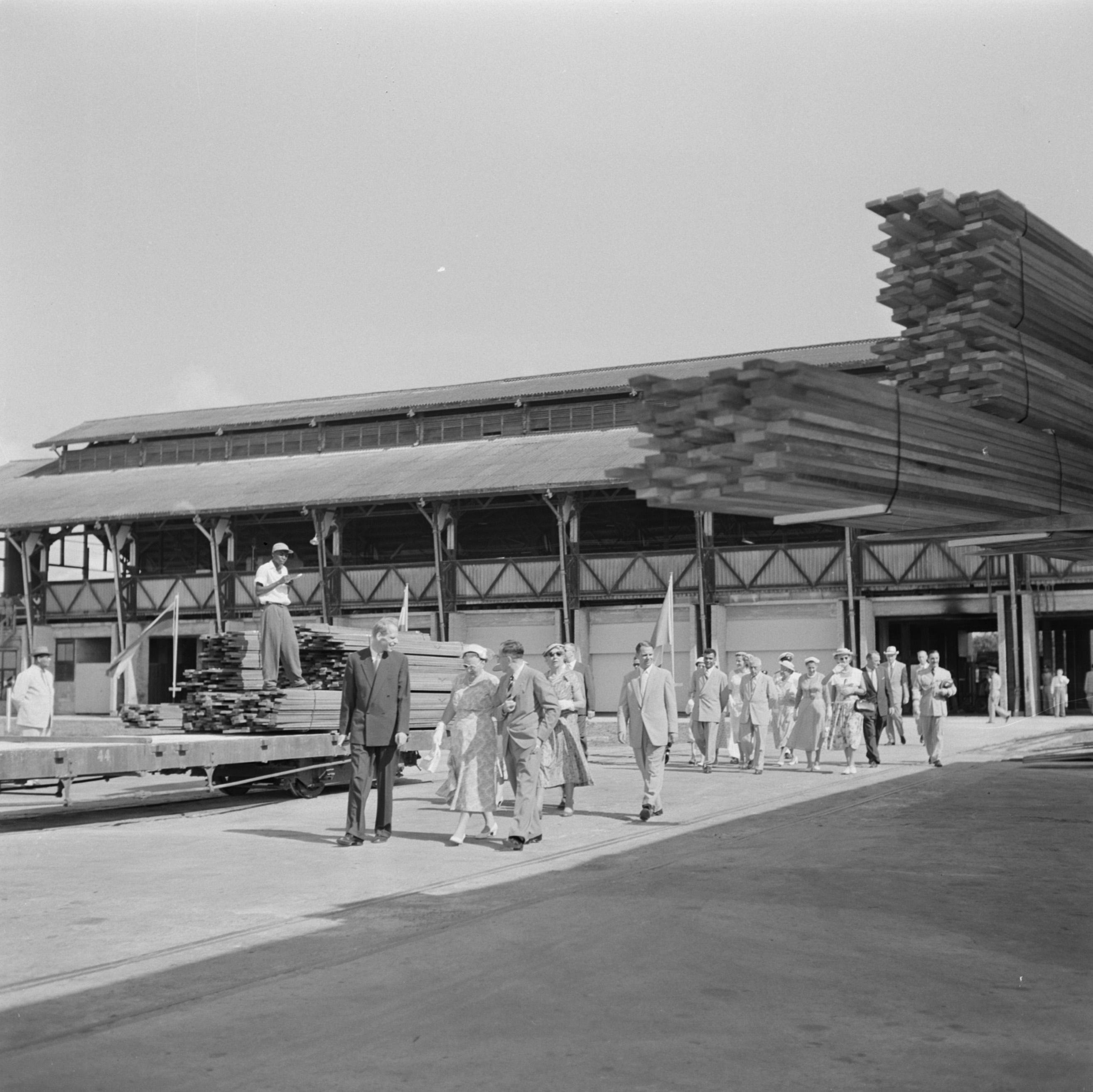
Koningin Juliana bezoekt Bruynzeel (1955)
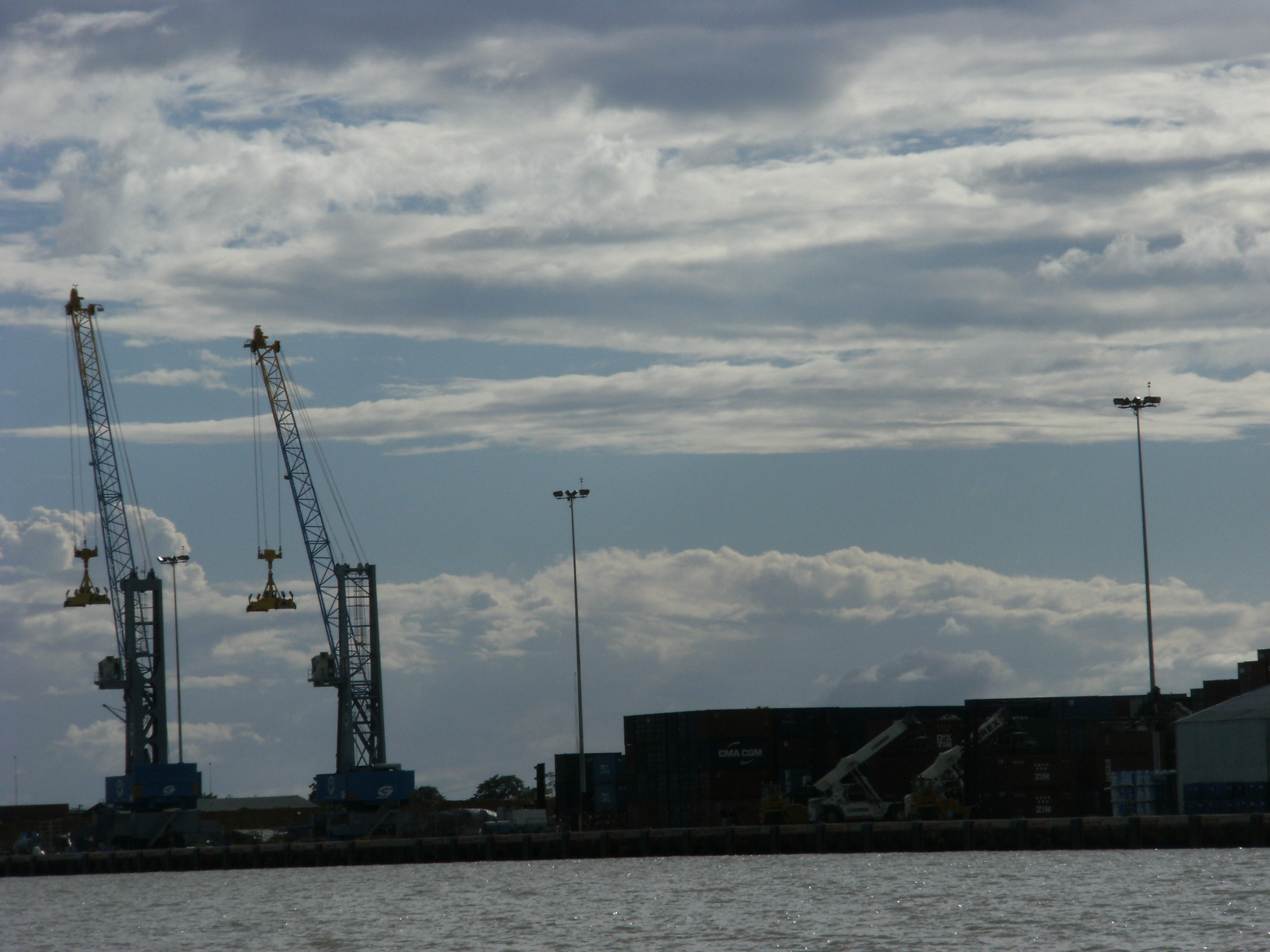
Jules Sedney haven (2009)